# Batalla de Wilderness
La batalla de Wilderness  (en anglès Battle of the Wilderness) va ser un dels enfrontaments bèl·lics de la Guerra civil dels Estats Units, que va tenir lloc entre el 5 i el 6 de maig de 1864.
Quan Ulysses S. Grant planificà una campanya militar de la Unió per prendre la ciutat de Richmond, va avançar amb una host de 115.000 soldats que van ser interceptats per un exèrcit de 62.000 confederats sota el comandament de Robert E. Lee, en un matollar és que es coneixia com The Wilderness, ubicat al comtat de Spotsylvania.
Després de dos dies de lluita intensa i inconcloent, les víctimes de la Unió van ser més nombroses que les de la Confederació, pel fet que la crema de l'herba va rematar a molts dels ferits i Grant va haver d'acabar les hostilitats retirant els seus homes del lloc, portant així la batalla cap a la comunitat de Spotsylvania Courthouse, on finalment ambdós bàndols van desistir de continuar.